# Västra Råbergstjärnen
Västra Råbergstjärnen är en sjö i Ovanåkers kommun i Hälsingland och ingår i Ljusnans huvudavrinningsområde. Sjön har en area på 0,0776 kvadratkilometer och ligger 215,3 meter över havet.

## Delavrinningsområde
Västra Råbergstjärnen ingår i det delavrinningsområde (680754-149431) som SMHI kallar för Ovan 680627-149516. Medelhöjden är 234 meter över havet och ytan är 3,6 kvadratkilometer. Det finns inga avrinningsområden uppströms utan avrinningsområdet är högsta punkten. Vattendraget som avvattnar avrinningsområdet har biflödesordning 4, vilket innebär att vattnet flödar genom totalt 4 vattendrag innan det når havet efter 103 kilometer. Avrinningsområdet består mestadels av skog (85 procent). Avrinningsområdet har 0,08 kvadratkilometer vattenytor vilket ger det en sjöprocent på 2,2 procent.